# Hypena reichli
Hypena reichli là một loài bướm đêm trong họ Erebidae.